# Kōsuke Fujishima
Kōsuke Fujishima (japanisch 藤島 康介 Fujishima Kōsuke; * 7. Juli 1964 in der Präfektur Chiba) ist ein japanischer Mangaka, der besonders durch die Mangas You’re Under Arrest! und Oh! My Goddess bekannt wurde.
Bevor er 1986 sein Debüt als Manga-Zeichner mit Making Be Free! im Manga-Magazin Morning hatte, arbeitete er als Assistent bei Tatsuya Egawa. Noch im selben Jahr veröffentlichte er You're Under Arrest!, einen Manga über den Alltag zweier Polizistinnen in Tokio, im Magazin Afternoon. Seinen zweiten großen Erfolg Oh! My Goddess zeichnete er von 1988 bis April 2014 ebenfalls für Afternoon. Der Manga handelt von den Problemen eines Studenten, der mit mehreren Göttinnen zusammenleben muss. 2009 erhielt Fujishima für diese Serie den Kōdansha-Manga-Preis.
2008 begann er den unregelmäßig erscheinenden Manga Paradise Residence im Magazin good! Afternoon. Dieser wurde ab dem 24. Mai 2014 im Magazin Afternoon fortgeführt.
Seit 1997 zeichnet Kōsuke Fujishima das Charakterdesign für mehrere Videospiele wie Sakura Wars oder Tales of Symphonia. Sein Interesse an Autos und Motorrädern spiegelt sich auch in seinen Werken wider.
Unter anderem haben Yuzo Takada und Hitoshi Ashinano als Assistenten bei ihm gearbeitet.

## Werke
- Making Be Free! (1986)
- You’re Under Arrest! (逮捕しちゃうぞ Taiho Shichauzo, 1986–1992, 7 Bände)
- Oh! My Goddess (ああっ女神さまっ Ah! Megami-sama, 1988–2014, 48 Bänden)
- Paradise Residence (seit 2008 unregelmäßig)
- Villgust (Charakterdesign, 1993)
- Sakura Wars (Charakterdesign, サクラ大戦 Sakura Taisen, 1997–2000)
- eX-Driver (Charakterdesign, エクスドライバー, 2000)
- Tales of Phantasia (Charakterdesign, テイルズ オブ ファンタジア, 2002)
- Piano (Charakterdesign, 2002)
- Tales of Symphonia (Charakterdesign, テイルズ オブ シンフォニア, 2004)
- Tales of Vesperia (Charakterdesign, テイルズ オブ ヴェスペリア, 2008)
- Tales of Xillia (Charakterdesign, テイルズ オブ エクシリア, 2011)